# Scoparia ericacea
Scoparia ericacea är en grobladsväxtart som beskrevs av Adelbert von Chamisso och Schltdl.. Scoparia ericacea ingår i släktet Scoparia och familjen grobladsväxter. Inga underarter finns listade i Catalogue of Life.